# Глибоківська сільська рада (Харківський район)
Глибо́цька сільська́ ра́да — адміністративно-територіальна одиниця та орган місцевого самоврядування в Харківському районі Харківської області. Адміністративний центр — село Глибоке.

## Загальні відомості
Глибоківська сільська рада утворена в 1930 році.
- Територія ради: 59,41 км²
- Населення ради: 2 904 особи (станом на 2001 рік)
- Водоймища на території, підпорядкованій даній раді: Трав'янське водосховище.

## Населені пункти
Сільській раді були підпорядковані населені пункти:
- с. Глибоке
- с. Красне
- с. Мороховець
- с. Стрілеча

## Склад ради
Рада складалася з 22 депутатів та голови.
- Голова ради: Кудіков Юрій Миколайович
- Секретар ради: Осьмачко Ольга Іванівна

### Керівний склад попередніх скликань
| Прізвище, ім'я, по батькові | Основні відомості                                   | Дата обрання | Дата звільнення |
| --------------------------- | --------------------------------------------------- | ------------ | --------------- |
| Кудіков Юрій Миколайович    | Сільський голова, 1960 року народження, освіта вища | 26.03.2006   | 31.10.2010      |

Примітка: таблиця складена за даними сайту Верховної Ради України

### Депутати
За результатами місцевих виборів 2010 року депутатами ради стали:

#### За суб'єктами висування
| Суб'єкт висування           | Кількість обраних депутатів | %    |
| --------------------------- | --------------------------- | ---- |
| Партія регіонів             | 21                          | 95,5 |
| Комуністична партія України | 1                           | 4,5  |

#### За округами
| № округу                    | Прізвище, ім'я, по батькові     | Дата визнання обраним | Освіта             | Партійна приналежність | Відомості про обраного депутата                      |
| --------------------------- | ------------------------------- | --------------------- | ------------------ | ---------------------- | ---------------------------------------------------- |
| Комуністична партія України |                                 |                       |                    |                        |                                                      |
| 8                           | Люлькін Анатолій Олександрович  | 04.11.2010            | середня            | позапартійний          | тимчасово не працює                                  |
| Партія регіонів             |                                 |                       |                    |                        |                                                      |
| 1                           | Передерєєва Валентина Петрівна  | 04.11.2010            | середня            | позапартійна           | Глибоківська медамбулаторія, акушерка                |
| 2                           | Тарасенко Сергій Миколайович    | 04.11.2010            | вища               | позапартійний          | Глибоківська загальноосвітня школа, вчитель          |
| 3                           | Любімова Рауза Харисівна        | 04.11.2010            | середня            | позапартійна           | пенсіонер                                            |
| 4                           | Осьмачко Ольга Іванівна         | 04.11.2010            | вища               | позапартійна           | Глибоцька сільська рада, секретар                    |
| 5                           | Магеррамов Сахіб-Магеррам Огли  | 04.11.2010            | середня            | позапартійний          | ОПЛ № 1, молодша медсестра                           |
| 6                           | Бобро Андрій Олексійович        | 04.11.2010            | середня            | позапартійний          | тимчасово не працює                                  |
| 7                           | Зубарєва Тетяна Олексіївна      | 04.11.2010            | середня            | позапартійна           | Глибоцька сільська рада, гол.бухгалтер               |
| 9                           | Губіна Катерина Петрівна        | 04.11.2010            | середня            | позапартійна           | Глибоцька сільська рада, діловод                     |
| 10                          | Передерєєв Андрій Володимирович | 04.11.2010            | середня            | позапартійний          | Харківська пожежна частина, водій                    |
| 11                          | Волошина Марина Іванівна        | 04.11.2010            | вища               | позапартійна           | Глибоцька сільська рада, касир                       |
| 12                          | Кравець Наталія Михайлівна      | 04.11.2010            | середня            | позапартійна           | пенсіонер                                            |
| 13                          | Ковляшенко Тетяна Олексіївна    | 04.11.2010            | середня            | позапартійна           | ОПЛ № 1, дієт.сестра                                 |
| 14                          | Шевченко Ольга Василівна        | 04.11.2010            | середня            | позапартійна           | ОПЛ № 1, молодша м/сестра                            |
| 15                          | Нищета Ніна Миколаївна          | 04.11.2010            | середня            | позапартійна           | ОПЛ № 1, інспектор відділу кадрів                    |
| 16                          | Козлова Валентина Федорівна     | 04.11.2010            | середня            | позапартійна           | ОПЛ № 1, молодша м/сестра 1                          |
| 17                          | Погребняк Тетяна Олександрівна  | 04.11.2010            | середня спеціальна | позапартійна           | ОПЛ № 1, старша м/сестра                             |
| 18                          | Євдокименко Володимир Іванович  | 04.11.2010            | середня            | позапартійний          | ОПЛ № 1, інженер- Електрик                           |
| 19                          | Чучук Оксана Вікторівна         | 04.11.2010            | середня            | позапартійна           | ОПЛ № 1, інженер по охороні праці та техніці безпеки |
| 20                          | Криворучко Віра Миколаївна      | 04.11.2010            | середня            | позапартійна           | ОПЛ № 1, старша м/сестра                             |
| 21                          | Лоза Наталія Яківна             | 04.11.2010            | середня            | позапартійна           | ОПЛ № 1, старша м/сестра                             |
| 22                          | Осипчук Ірина Володимирівна     | 04.11.2010            | середня            | позапартійна           | ОПЛ № 1, сестра -господиня                           |